# Tetris (film)
Tetris – amerykańsko-brytyjski film biograficzny z 2023 roku w reżyserii Jona S. Bairda. W głównej roli wystąpił Taron Egerton. Film miał premierę 15 marca 2023 roku.

## Fabuła
W 1988 roku sprzedawca gier, Henk Rogers, odkrywa grę Tetris, w której dostrzega duży potencjał. Podczas próby wprowadzenia jej na rynek światowy przychodzi mu zmierzyć się ze spiskami i korupcją panującymi za żelazną kurtyną.

## Obsada
- Taron Egerton jako Henk Rogers
- Nikita Efremov jako Aleksiej Pażytnow
- Sofya Lebedeva jako Sasha
- Oleg Sztefanko jako Nikolai Belikov
- Igor Grabuzov jako Valentin Trifonov
- Roger Allam jako Robert Maxwell
- Anthony Boyle jako Kevin Maxwell
- Toby Jones jako Robert Stein
- Rob Locke jako oficer Wywiadu Zagranicznego[1]

## Produkcja
Zdjęcia do filmu kręcono na terenie Szkocji: w Aberdeen, Glasgow, Edynburgu oraz w hrabstwie South Ayrshire.

## Odbiór

### Reakcja krytyków
Film spotkał się z pozytywną reakcją krytyków. W agregatorze recenzji Rotten Tomatoes 82% z 186 recenzji uznano za pozytywne, a średnia ocen wyniosła 6,7 na 10. Z kolei w agregatorze Metacritic średnia ważona ocen z 36 recenzji wyniosła 61 punktów na 100.